# Eishockey-Weltmeisterschaft der Herren 2028
Die Eishockey-Weltmeisterschaft der Herren 2028 wird die 91. Austragung des von der Internationalen Eishockey-Föderation (IIHF) veranstalteten Wettbewerbs. Das Top-Turnier des Wettbewerbs mit 16 Mannschaften soll vom 12. bis 28. Mai 2028 in den französischen Städten Paris und Lyon stattfinden. Frankreich war zuletzt 2017 gemeinsam mit Deutschland Gastgeber des Turniers. Zuvor richteten die Franzosen die Weltmeisterschaft 1924 (im Rahmen der Olympischen Winterspiele), 1930, 1951 und 1968 (im Rahmen der Olympischen Winterspiele) aus. Da Mitbewerber Kasachstan Anfang Mai 2024 seine Bewerbung zurückzog, bleib Frankreich als letzter Bewerber übrig. Am 24. Mai stimmte der Weltverbands IIHF in der tschechischen Hauptstadt Prag, im Rahmen der Weltmeisterschaft, der Austragung in Frankreich zu. Als Austragungsorte sind die Accor Arena in Paris und die LDLC Arena in Lyon eingeplant.

## Top-Division

### Austragungsorte
| Ort   | Halle       | Kapazität | Fotografie der Halle |
| ----- | ----------- | --------- | -------------------- |
| Paris | Accor Arena | 15.000    | Accor Arena          |
| Lyon  | LDLC Arena  | 12.500    | LDLC Arena           |